# 中澳大利亞

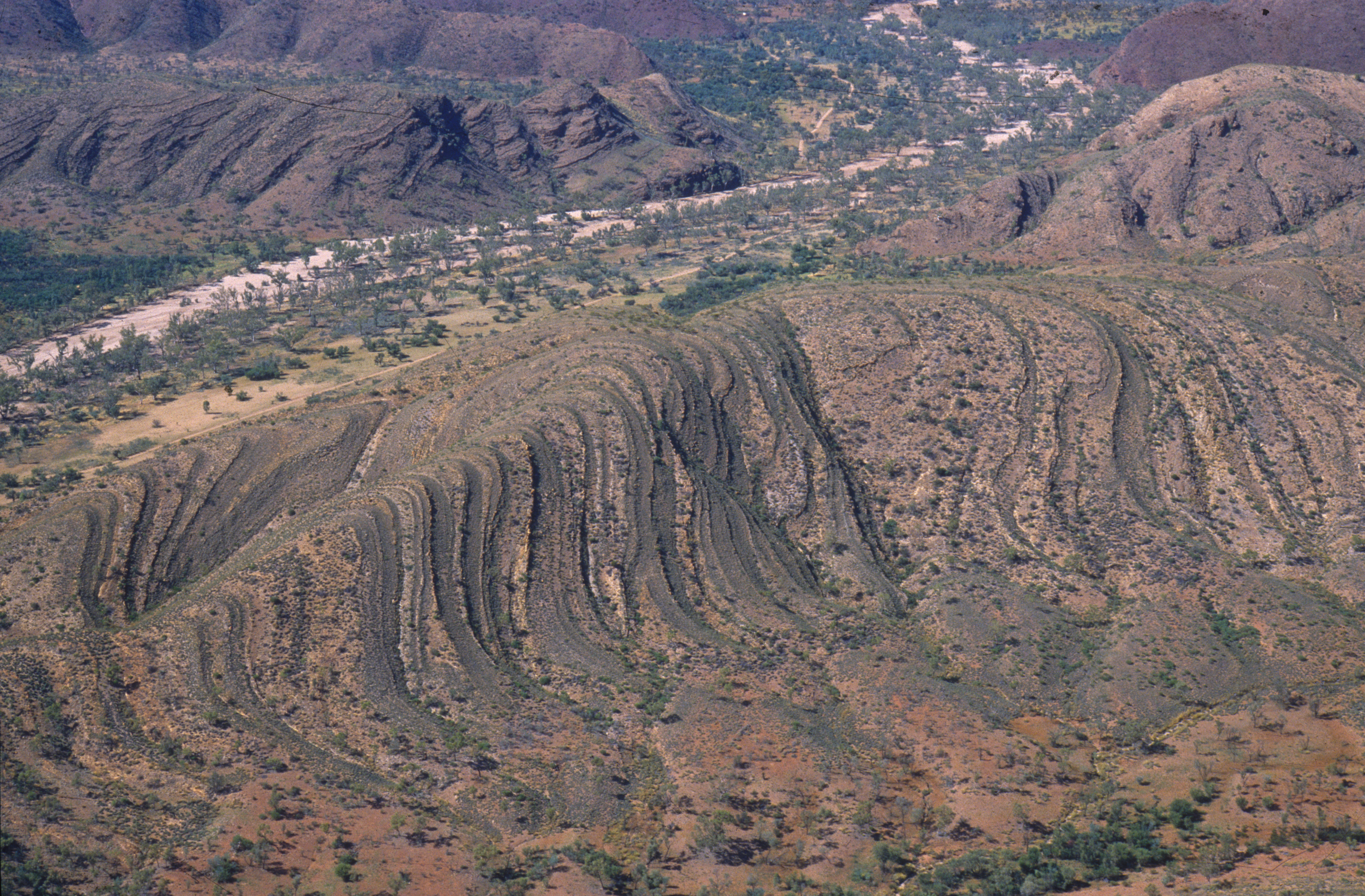
空中俯瞰中澳大利亞地形

中澳大利亞（英語：Central Australia），又稱愛麗絲泉地區（Alice Springs Region），是北領地的五個區域之一，其中心城鎮是愛麗絲泉。中澳大利亞位於北領地的南部，和西澳大利亞州及昆士蘭州接壤。中澳大利亞的人口約有5至6萬人。這一地區的氣候十分乾燥。

## 外部連結
- Alice Springs Region
- Alice Springs Film and Television[永久]
- . Education/Fab Facts. Geoscience Australia. 2004  [2006-02-13]. （原始内容存档于2006-01-08）.